# Dolores de Santa Eulalia
Dolores Puig Bonany (Berga, 11 de julio de 1857—Buñol, 8 de septiembre de 1936), más conocida por su nombre religioso Dolores de Santa Eulalia, fue una religiosa católica española, de las Hermanitas de los Ancianos Desamparados, asesinada durante la Guerra Civil de España en el siglo XX. Es venerada mártir por la Iglesia católica y venerada como beata. Su memoria se celebra el 6 de noviembre.

## Biografía
Dolores Puig Bonany nació en Berga, provincia de Barcelona (España), el 11 de julio de 1857, en el seno de una familia obrera cristiana. Fue bautizada el mismo día de su nacimiento. Ingresó en la Congregación de las Hermanitas de los Ancianos Desamparados, en el asilo de Valencia, el 25 de septiembre de 1886. Al año siguiente vistió hábito, tomando el nombre de Dolores de Santa Eulalia. Profesó sus votos temporales el 27 de enero de 1889 y los perpetuos el 9 de marzo de 1892.
Sus servicios como religiosa del instituto los ofreció en la casa de Requena hasta el día de su muerte. Fue fusilada por los milicianos del bando republicano, por su condición de religiosa, en el pueblo de Buñol, en Valencia, el 8 de septiembre de 1936, junto a una de sus hermanas de comunidad, Josefa de San Juan de Dios.

## Culto
Una religiosa de la Congregación de las Hermanitas de los Ancianos Desamparados, que se salvó del fusilamiento, testimonió el martirio de Josefa y de Dolores. El mismo alcalde de Buñol fue quien salvó a esta religiosa, cuyo testimonio fue decisivo a la hora de introducir el proceso de beatificación de las dos mártires de Buñol. Dolores y Josefa fueron beatificadas el 11 de marzo de 2001 por el papa Juan Pablo II.
El Martirologio romano recoge el martirio de la beata Dolores de Santa Eulalia, junto a la de su compañera, el día 8 de septiembre. Sin embargo, su memoria en el calendario universal se celebra el 6 de noviembre, junto a los santos y beatos mártires de España del siglo XX. Sus reliquias se veneran en la capilla del Asilo de los Ancianos Desamparados de Requena.